# Nemotelus bipunctatus
Nemotelus bipunctatus är en tvåvingeart som beskrevs av Friedrich Hermann Loew 1846. Nemotelus bipunctatus ingår i släktet Nemotelus och familjen vapenflugor. Inga underarter finns listade i Catalogue of Life.